# میکرو ماکس موبایل
شرکت میکرو ماکس موبایل (به انگلیسی: Micromax Mobile) سال ۲۰۰۰ در هند تأسیس شد و به عنوان یک شرکت نرم‌افزاری در سال ۲۰۰۰ تأسیس شد و بر روی سیستم عامل‌های جاسازی شده کار کرد. این شرکت وارد کسب و کار تلفن‌های همراه هوشمند شد و در سال ۲۰۱۰ به یکی از بزرگترین شرکت‌های داخلی فعال در زمینه تلفن‌های همراه هوشمند در هند تبدیل شد.

## تاریخچه
شرکت MicroMax در ۲۹ مارس ۲۰۰۰ به عنوان MICROMAX انفورماتیک و آموزش ویبولیتن گنجانده شده بود، آن‌ها در سال ۲۰۰۸ با برند گوشی‌های هوشمند چینی با تمرکز بر قیمت گذاری کم به مظور رقابت با برندهای بین‌المللی، وارد بازار گوشی تلفن همراه شد.
شرکت MICROMAX اولین گوشی خود را با یک باتری با طول عمر بالا به نام X1i ارائه کرد و در سال ۲۰۱۱ MICROMAX با سری Funbook وارد بازار تبلت شد. و در سال ۲۰۱۴ اولین گوشی هوشمند ۸ هسته‌ای خود با نام Canvas Knight A350 را ارائه کرد که یک برند فرانسه/چینی تلفن همراه شناخته شده Wiko Highway تحت شعار «می‌تواند به سرعت عصبانی شود» بود. در سال ۲۰۱۴ MICROMAX یک گوشی هوشمند اندرویدی با نام Canvas A1 را معرفی کرد. شرکت MICROMAX در سال ۲۰۱۴ از نظر تعداد عرضه گوشی‌های هوشمند در یک چهارم واحد از سامسونگ پیشی گرفت و در ۲۴ ژانویه سال ۲۰۱۴ MICROMAX به عنوان اولین شرکت تلفن همراه هند وارد بازار روسیه شد.

## محصولات و برندها
از محصولات این شرکت می‌توان به MicroMax Canvas 4، MicroMax canvas hue، Micromax-canvas-Nitro-A310، Micromax-Unite-2-A106، MicroMax Canvas A1، Micromax-Canvas-Gold-A3001، Micromax-Canvas-Knight-A3502 اشاره کرد. در کل طراحی گوشی‌های میکرو ماکس موبایل با استانداردهای جهانی سازگار است و زیبایی خاصی در محصولات این شرکت مشاهده می‌شود.